# Mojdež
Mojdež (cyr. Мојдеж) – wieś w Czarnogórze, w gminie Herceg Novi. W 2011 roku liczyła 267 mieszkańców.